# The Lonely Island
The Lonely Island – grupa amerykańskich komików, zyskała popularność dzięki kompozycjom parodii muzycznych; tworzą ją Akiva „Kiv” Schaffer, Jorma „Jorm” Taccone i David Andrew „Andy” Samberg.
Działalność zespołu rozpoczęła się w Berkeley w Kalifornii, obecnie zaś rezyduje w Nowym Jorku. The Lonely Island powstała w okresie, gdy trzej komicy uczęszczali do szkoły wyższej. Tworzyli wtedy krótkie skecze, potem do ich repertuaru dołączyły parodie muzyczne i krótkometrażowe filmy komediowe.
Zespół jest znany między innymi ze współpracy z programem Saturday Night Live. W roku 2009 popularność przyniósł mu album Incredibad.

## Dyskografia
Dyskografia amerykańskiej grupy muzyków komediowych The Lonely Island składa się z trzech albumów studyjnych, dwudziestu singli i trzydziestu czterech teledysków.

### Albumy studyjne
| Tytuł                              | Szczegóły albumu                                                                                  | Szczytowa pozycja na liście | Szczytowa pozycja na liście | Szczytowa pozycja na liście | Szczytowa pozycja na liście | Szczytowa pozycja na liście | Szczytowa pozycja na liście | Szczytowa pozycja na liście | Szczytowa pozycja na liście | Szczytowa pozycja na liście | Szczytowa pozycja na liście | Sprzedaż      |
| Tytuł                              | Szczegóły albumu                                                                                  | US                          | US Com.                     | US Rap                      | AUS                         | BEL (FL)                    | CAN                         | DEN                         | NOR                         | NZ                          | UK                          | Sprzedaż      |
| ---------------------------------- | ------------------------------------------------------------------------------------------------- | --------------------------- | --------------------------- | --------------------------- | --------------------------- | --------------------------- | --------------------------- | --------------------------- | --------------------------- | --------------------------- | --------------------------- | ------------- |
| Incredibad                         | - Wydany: 10 lutego, 2009 (US) - Wytwórnia: Universal Republic - Format: CD, PG, digital download | 13                          | 1                           | 7                           | 45                          | –                           | 20                          | –                           | –                           | –                           | 111                         | - US: 457,000 |
| Turtleneck & Chain                 | - Wydany: 10 maja, 2011 (US) - Wytwórnia: Universal Republic - Format: CD, PG, digital download   | 3                           | 1                           | 1                           | 15                          | –                           | 4                           | 31                          | 13                          | 40                          | 26                          | - US: 297,000 |
| The Wack Album                     | - Wydany: 11 czerwca, 2013 (US) - Wytwórnia: Republic - Format: CD, PG, digital download          | 10                          | 1                           | 1                           | 39                          | 176                         | 7                           | –                           | –                           | –                           | 59                          | - US: 75,000  |
| Popstar: Never Stop Never Stopping | - Wydany: 3 czerwca, 2016 (US) - Wytwórnia: Republic - Format: CD, LP, digital download           | 69                          | 1                           | 6                           | –                           | –                           | 74                          | –                           | –                           | –                           | –                           | - US: 14,000  |

### Single
| Tytuł                                                                                               | Rok  | Szczytowa pozycja na liście | Szczytowa pozycja na liście | Szczytowa pozycja na liście | Szczytowa pozycja na liście | Szczytowa pozycja na liście | Szczytowa pozycja na liście | Szczytowa pozycja na liście | Szczytowa pozycja na liście | Szczytowa pozycja na liście | Certyfikat                                                                 | Album                                         |
| Tytuł                                                                                               | Rok  | US                          | US Com.                     | AUS                         | CAN                         | DEN                         | NOR                         | NZ                          | SWE                         | UK                          | Certyfikat                                                                 | Album                                         |
| --------------------------------------------------------------------------------------------------- | ---- | --------------------------- | --------------------------- | --------------------------- | --------------------------- | --------------------------- | --------------------------- | --------------------------- | --------------------------- | --------------------------- | -------------------------------------------------------------------------- | --------------------------------------------- |
| „Dick in a Box” (featuring Justin Timberlake)                                                       | 2006 | –                           | 8                           | 61                          | 82                          | –                           | –                           | –                           | –                           | –                           |                                                                            | Incredibad                                    |
| „Jizz in My Pants”                                                                                  | 2008 | 72                          | 3                           | 10                          | 52                          | –                           | –                           | 35                          | –                           | 109                         | - RIAA: Platinum - ARIA: Gold - MC: Gold                                   | Incredibad                                    |
| „I'm on a Boat” (featuring T-Pain)                                                                  | 2009 | 56                          | 1                           | 14                          | 62                          | –                           | –                           | 9                           | –                           | 199                         | - RIAA: 2× Platinum - ARIA: Gold - MC: Gold - RMNZ: Gold                   | Incredibad                                    |
| „I Just Had Sex” (featuring Akon)                                                                   | 2010 | 30                          | 1                           | 10                          | 13                          | 38                          | 8                           | 30                          | 2                           | 68                          | - RIAA: Platinum - ARIA: Platinum - IFPI DEN: Gold - IFPI SWE: 2× Platinum | Turtleneck & Chain                            |
| „The Creep” (featuring Nicki Minaj)                                                                 | 2011 | 82                          | 2                           | –                           | 90                          | –                           | –                           | –                           | –                           | –                           |                                                                            | Turtleneck & Chain                            |
| „We're Back!”                                                                                       | 2011 | –                           | 2                           | –                           | –                           | –                           | –                           | –                           | –                           | –                           |                                                                            | Turtleneck & Chain                            |
| „Motherlover” (featuring Justin Timberlake)                                                         | 2011 | –                           | 2                           | –                           | –                           | –                           | –                           | –                           | 18                          | –                           | - IFPI DEN: Gold                                                           | Turtleneck & Chain                            |
| „Turtleneck & Chain” (featuring Snoop Dogg)                                                         | 2011 | –                           | 2                           | –                           | –                           | –                           | –                           | –                           | –                           | –                           |                                                                            | Turtleneck & Chain                            |
| „Jack Sparrow” (featuring Michael Bolton)                                                           | 2011 | 69                          | 1                           | 64                          | 54                          | –                           | 2                           | –                           | 6                           | 133                         | - IFPI DEN: Gold - IFPI SWE: Gold                                          | Turtleneck & Chain                            |
| „We’ll Kill U”                                                                                      | 2011 | –                           | –                           | –                           | –                           | –                           | –                           | –                           | –                           | –                           |                                                                            | Turtleneck & Chain                            |
| „3-Way (The Golden Rule)” (featuring Justin Timberlake and Lady Gaga)                               | 2011 | –                           | 1                           | –                           | –                           | –                           | –                           | –                           | –                           | –                           |                                                                            | The Wack Album                                |
| „YOLO” (featuring Adam Levine and Kendrick Lamar)                                                   | 2013 | 60                          | 1                           | 31                          | 26                          | –                           | –                           | 26                          | –                           | 77                          |                                                                            | The Wack Album                                |
| „Spring Break Anthem”                                                                               | 2013 | –                           | 1                           | –                           | –                           | –                           | –                           | –                           | –                           | –                           |                                                                            | The Wack Album                                |
| „I Fucked My Aunt” (featuring T-Pain)                                                               | 2013 | –                           | –                           | –                           | –                           | –                           | –                           | –                           | –                           | –                           |                                                                            | The Wack Album                                |
| „Diaper Money”                                                                                      | 2013 | –                           | 2                           | –                           | –                           | –                           | –                           | –                           | –                           | –                           |                                                                            | The Wack Album                                |
| „Semicolon” (featuring Solange)                                                                     | 2013 | –                           | 1                           | –                           | –                           | –                           | –                           | –                           | –                           | –                           |                                                                            | The Wack Album                                |
| „Go Kindergarten” (featuring Robyn)                                                                 | 2013 | –                           | 5                           | –                           | –                           | –                           | –                           | –                           | –                           | –                           |                                                                            | The Wack Album                                |
| „Spell It Out”                                                                                      | 2013 | –                           | 24                          | –                           | –                           | –                           | –                           | –                           | –                           | –                           |                                                                            | The Wack Album                                |
| „Everything Is Awesome” (Tegan and Sara featuring The Lonely Island)                                | 2014 | 57                          | –                           | –                           | 35                          | –                           | –                           | 24                          | –                           | 17                          | - RIAA: Gold                                                               | The Lego Movie soundtrack                     |
| „When Will the Bass Drop” (featuring Lil Jon and Sam F)                                             | 2014 | –                           | 1                           | –                           | –                           | –                           | –                           | –                           | –                           | –                           |                                                                            | Non-album single                              |
| „I’m So Humble” (featuring Adam Levine)                                                             | 2016 | –                           | 1                           | –                           | –                           | –                           | –                           | –                           | –                           | –                           |                                                                            | Popstar: Never Stop Never Stopping soundtrack |
| „Mona Lisa”                                                                                         | 2016 | –                           | 9                           | –                           | –                           | –                           | –                           | –                           | –                           | –                           |                                                                            | Popstar: Never Stop Never Stopping soundtrack |
| „Finest Girl (Bin Laden Song)”                                                                      | 2016 | –                           | 2                           | –                           | –                           | –                           | –                           | –                           | –                           |                             |                                                                            | Popstar: Never Stop Never Stopping soundtrack |
| „–” odnosi się do nagrania, które nie dostało się na listę bądź nie zostało wydane w danym miejscu. |      |                             |                             |                             |                             |                             |                             |                             |                             |                             |                                                                            |                                               |

### Inne piosenki
| Tytuł                                                         | Rok  | Szczytowa pozycja na liście | Certyfikat   | Album              |
| Tytuł                                                         | Rok  | US Com.                     | Certyfikat   | Album              |
| ------------------------------------------------------------- | ---- | --------------------------- | ------------ | ------------------ |
| „Lazy Sunday” (featuring Chris Parnell)                       | 2009 | 19                          |              | Incredibad         |
| „Boombox” (featuring Julian Casablancas)                      | 2009 | 2                           |              | Incredibad         |
| „Like a Boss”                                                 | 2009 | 2                           | - RIAA: Gold | Incredibad         |
| „We Like Sportz”                                              | 2009 | 22                          |              | Incredibad         |
| „Natalie’s Rap” (featuring Natalie Portman and Chris Parnell) | 2009 | 23                          |              | Incredibad         |
| „Mama”                                                        | 2011 | 14                          |              | Turtleneck & Chain |
| „Rocky”                                                       | 2011 | 23                          |              | Turtleneck & Chain |
| „Shy Ronnie 2: Ronnie & Clyde” (featuring Rihanna)            | 2011 | 6                           |              | Turtleneck & Chain |
| „Threw It on the Ground”                                      | 2011 | 5                           |              | Turtleneck & Chain |
| „After Party” (featuring Santigold)                           | 2011 | 24                          |              | Turtleneck & Chain |
| „No Homo”                                                     | 2011 | 13                          |              | Turtleneck & Chain |
| „Hugs” (featuring Pharrell Williams)                          | 2013 | 19                          |              | The Wack Album     |
| „I Run NY” (featuring Billie Joe Armstrong)                   | 2013 | 21                          |              | The Wack Album     |

### Teledyski
| Tytuł                                                                 | Rok  | Reżyser                                                     |
| --------------------------------------------------------------------- | ---- | ----------------------------------------------------------- |
| „Just 2 Guyz”                                                         | 2004 | Akiva Schaffer                                              |
| „Lazy Sunday” (featuring Chris Parnell)                               | 2005 | Akiva Schaffer                                              |
| „Bing Bong Brothers”                                                  | 2005 | Akiva Schaffer                                              |
| „Natalie’s Rap” (featuring Natalie Portman and Chris Parnell)         | 2006 | Akiva Schaffer                                              |
| „Dick in a Box” (featuring Justin Timberlake)                         | 2006 | Akiva Schaffer                                              |
| „Iran So Far” (featuring Adam Levine)                                 | 2007 | Akiva Schaffer                                              |
| „Hero Song”                                                           | 2008 | Akiva Schaffer                                              |
| „Space Olympics”                                                      | 2008 | Akiva Schaffer                                              |
| „Ras Trent”                                                           | 2008 | Akiva Schaffer                                              |
| „Jizz in My Pants”                                                    | 2008 | Akiva Schaffer                                              |
| „We Like Sportz”                                                      | 2008 | Akiva Schaffer                                              |
| „I’m on a Boat” (featuring T-Pain)                                    | 2009 | Akiva Schaffer                                              |
| „Like a Boss” (featuring Seth Rogen)                                  | 2009 | Akiva Schaffer, Jorma Taccone                               |
| „Motherlover” (featuring Justin Timberlake)                           | 2009 | Akiva Schaffer, Jorma Taccone                               |
| „Cool Guys Don't Look at Explosions”                                  | 2009 | b.d.                                                        |
| „Threw It on the Ground”                                              | 2009 | Akiva Schaffer                                              |
| „Reba (Two Worlds Collide)” (featuring Kenan Thompson)                | 2009 | Akiva Schaffer                                              |
| „Shy Ronnie” (featuring Rihanna)                                      | 2009 | Akiva Schaffer                                              |
| „Boombox” (featuring Julian Casablancas)                              | 2010 | Akiva Schaffer                                              |
| „Great Day”                                                           | 2010 | Akiva Schaffer, Jorma Taccone                               |
| „Shy Ronnie 2: Ronnie and Clyde” (featuring Rihanna)                  | 2010 | Akiva Schaffer                                              |
| „I Just Had Sex” (featuring Akon)                                     | 2010 | Akiva Schaffer                                              |
| „The Creep” (featuring Nicki Minaj)                                   | 2011 | Akiva Schaffer                                              |
| „We’re Back!”                                                         | 2011 | b.d.                                                        |
| „Jack Sparrow” (featuring Michael Bolton)                             | 2011 | Akiva Schaffer                                              |
| „We’ll Kill U”                                                        | 2011 | b.d.                                                        |
| „3-Way (The Golden Rule)” (featuring Justin Timberlake and Lady Gaga) | 2011 | Akiva Schaffer, Jorma Taccone                               |
| „YOLO” (featuring Adam Levine and Kendrick Lamar)                     | 2013 | Akiva Schaffer, Jorma Taccone                               |
| „Spring Break Anthem”                                                 | 2013 | Scott Aukerman, Andy Samberg, Akiva Schaffer, Jorma Taccone |
| „Diaper Money”                                                        | 2013 | b.d.                                                        |
| „Go Kindergarten” (featuring Robyn)                                   | 2013 | Akiva Schaffer, Jorma Taccone                               |
| „We Need Love”                                                        | 2013 | b.d.                                                        |
| „Hugs” (featuring Pharrell Williams and Tatiana Maslany)              | 2014 | b.d.                                                        |
| „When Will the Bass Drop” (featuring Lil Jon and Sam F)               | 2014 | Akiva Schaffer, Jorma Taccone                               |
| „Finest Girl (Bin Laden Song)”                                        | 2016 | b.d.                                                        |
| „I’m a Weirdo”                                                        | 2016 | b.d.                                                        |

### Klipy
- „Just 2 Guyz”
- „Great Escape”
- „Bing Bong Brothers”
- „Dick in a box” (z udziałem Justina Timberlake’a)
- „Jizz in my pants”
- „Mother Lover” (z udziałem Justina Timberlake’a)
- „I’m On A Boat” (z udziałem T-Paina)
- „Cool Guys Don’t Look At Explosions” (z udziałem Willa Ferella i Jeffreya Abramsa)
- „Like A Boss” (z udziałem Setha Rogena)
- „We Like Sportz”
- „Boombox” (z udziałem Juliana Casablancasa)
- „Space Olympics”
- „Threw It On The Ground”
- When Will The Bass Drop? (z udziałem Lil Jon)
- „I Just Had Sex” (z udziałem Akona)
- „The Creep” (z udziałem Nicki Minaj i Johna Watersa)
- „Jack Sparrow” (z udziałem Michaela Boltona)
- „3-Way (The Golden Rule)” (z udziałem Justina Timberlake’a i Lady Gagi)
- „Shy Ronnie” (z udziałem Rihanny)
- „Shy Ronnie 2: Ronnie & Clyde” (z udziałem Rihanny)
- „We’ll Kill U”
- „YOLO” (z udziałem Kendricka Lamara i Adama Levine’a)
- „Go Kindergarten” (z udziałem Robyn, Seana Combsa i Paula Rudda)